# Julian Loose
Julian Loose (* 17. Mai 1985 in Greven) ist ein deutscher Fußballspieler.

## Karriere
Julian Loose spielte als Sechsjähriger zuerst in seiner Heimatstadt beim SC Greven 09 und ab der C-Jugend zwei Jahre im benachbarten Münster beim SC Preußen Münster. Mit 16 Jahren ging er zu Arminia Bielefeld. Nach dem Ende der Jugendzeit spielte er dort zwei Jahre in der zweiten Mannschaft, ein Jahr in der Regionalliga und nach dem Abstieg 2005 ein Jahr in der Oberliga Westfalen, in dem er trotz längeren Verletzungsausfalls durch Bänderriss und Meniskusproblemen auf neun Tore in 20 Spielen kam. Innerhalb dieser Liga wechselte er danach in die U-23 des FC Schalke 04. Zwar schaffte der vielseitige Offensivspieler dort nach zwei Jahren als Stammspieler den Aufstieg in die Regionalliga, aber nachdem er die Altersgrenze von 23 Jahren erreicht hatte, wechselte er wieder zurück in seine Heimat zu Preußen Münster, die zusammen mit Schalke II aufgestiegen waren.
Bei den Münsteranern übernahm Loose eine Stammposition als Rechtsaußen und spielte in den ersten beiden Jahren in fast allen Pflichtspielen. Die Saison 2010/11 verlief allerdings sehr unerfreulich. Ein Außenmeniskuseinriss zu Beginn der Saison setzte ihn für den Großteil der Hinrunde außer Gefecht. Am zweiten Spieltag der Rückrunde musste er nach einem Foul nur wenige Minuten nach seiner Einwechslung wieder vom Platz und fiel erneut mehrere Wochen aus. So wurden es nur 15 Einsätze und zudem seine erste torlose Saison. Dafür gelang dem SCP am Ende die souveräne Meisterschaft und der Aufstieg in die 3. Liga. In seinem ersten Jahr in einer Profiliga kam er zwar wieder häufig zum Einsatz, während er in den Jahren zuvor aber häufig gegen Spielende ausgewechselt worden war, übernahm er nun selbst die Jokerrolle und kam erst in der zweiten Halbzeit ins Spiel.
Im Januar 2012 wechselte er zum Regionalligisten Sportfreunde Lotte und sicherte sich gleich in der ersten Saison die Meisterschaft. In den Aufstiegsspielen zur 3. Liga scheiterten die Lotter an RB Leipzig. Nach der Vizemeisterschaft ein Jahr später wechselte Loose zum SC Wiedenbrück 2000.

## Erfolge
- Aufstieg in die 3. Liga 2011 mit Preußen Münster
- Meister der Regionalliga West 2013 mit den Sportfreunden Lotte
- Aufstieg in die Regionalliga West 2008 mit FC Schalke 04 II